# 23062 Donnamooney
23062 Donnamooney è un asteroide della fascia principale. Scoperto nel 1999, presenta un'orbita caratterizzata da un semiasse maggiore pari a 2,3950024 UA e da un'eccentricità di 0,1459849, inclinata di 0,88166° rispetto all'eclittica.